# サンシティ (南アフリカ)
サンシティ（英語: Sun City）は、南アフリカ共和国北西州にあるリゾートである。

## 概要

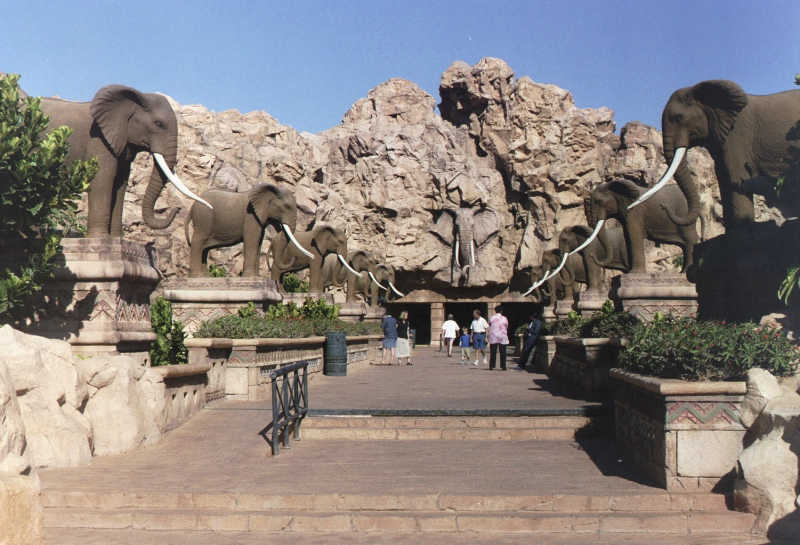
時の橋（サンシティ・リゾート）

首都のツワネ市都市圏（プレトリア）から車で2時間の位置にあり、岩とサバンナが広がるマガリースバーグ山地（Magaliesberg）の麓の小さな町、ルステンブルクの近くにあり、ピラネスバーグ国立公園（Pilanesberg National Park）と境界を接する。

## 歴史
サンシティは、南アフリカのホテル界の大立者で、ホテル・不動産グループの「サン・インターナショナル」を一代で築いたソル・カーズナー（Sol Kerzner、1935年生まれ、ロシアからのユダヤ人移民の二世）の手によるものである。彼はサバンナの中にリゾートホテル・遊園地・ゴルフ場などからなる白人専用の一大娯楽地域を建設し、1979年12月7日にオープンさせた。
当時この地域は、南アフリカ政府のアパルトヘイト政策の過程で誕生したバントゥースタン（黒人居住国家）のひとつ、ボプタツワナに属していた。ボプタツワナは南アフリカ政府によって「独立」させられていたため（もっとも南アフリカ以外、どこの国家もこの独立を承認しなかったが）、サンシティでは南アフリカ国内で禁じられていた「モラルに反した」娯楽、たとえば賭博やトップレス・レビューなどが合法的に営業できた。
これらの要素、およびプレトリアやヨハネスブルグなどの南アフリカ最大の大都市圏から近距離にあることから、サンシティはたちまち白人たちの休日や週末のための行楽地となった。カジノは多くの人々をサバンナのただ中のリゾートに招き寄せ、6,230席の大コンサートホール・「サンシティ・スーパーボウル（Sun City Super Bowl）」ではクイーンやエルトン・ジョンといった白人の大スターを高額の出演料で呼び寄せて連日公演を行った。

### 反アパルトヘイト運動
しかしサンシティは1985年に反アパルトヘイト活動の的となった。Eストリートバンドのギタリスト、スティーヴ・ヴァン・ザント（Steven Van Zandt）は自身の組織する音楽業界人の政治活動グループ、「アパルトヘイトに反対するアーティストたち」（Artists United Against Apartheid）の活動のなかでサンシティをアパルトヘイトの象徴として取り上げ、シングル「サン・シティ」を発売した。
当時目新しかったヒップホップ・アーティストと白人ロック・アーティストが多数参加したロック・R&B・ヒップホップのミクスチャーソングで、リンゴ・スター、ボノ、ブルース・スプリングスティーン、ボブ・ディラン、Run-D.M.C.、メリー・メル、アフリカ・バンバータ、カーティス・ブロウ、デイヴィッド・ラフィン、ビッグ・ユース、パット・ベネター、ピーター・ガブリエル、エディ・ケンドリックス、ジョージ・クリントン、ジョーイ・ラモーン、ジミー・クリフ、ホール&オーツ、ボニー・レイット、ルー・リード、ザック・スターキー、ジャクソン・ブラウン、ピーター・ギャレット、ピート・タウンゼント、ほか合計49人・組のアーティストが参加し、「こんなリゾートでは演奏しない」と歌い上げた。
これら豪華ミュージシャンの参加は、当時大きなニュースとなった。アメリカでは政治的に保守的なラジオ局などでオンエアを控えられるといった悪条件があったものの、ビルボードでは最高38位を記録している。

### アパルトヘイト廃止以降
ボプタツワナがアパルトヘイト撤廃後、1994年に南アフリカに「統合」されて以降も、4つの豪華リゾートホテルと2つの18ホールゴルフ場（ゲーリー・プレーヤー・カントリークラブ、ロスト・シティ・ゴルフコース）を抱えるサンシティは大勢の観光客でにぎわっている。
ゲーリー・プレーヤー・カントリークラブはネッドバンク・ゴルフ・チャレンジの会場となってきたほか、ミス・ワールドも1990年代以降何度もここで決勝が開催された。
また、第二次コンゴ戦争の後の2002年4月19日の「サンシティ合意」もここでアフリカ諸国首脳立会いの下締結されている。

## サン・インターナショナル
- 北西州
  - サンシティ・リゾート
  - ロスト・シティ・パレス
  - カスケード・ホテル
  - サンシティ・ホテル
  - カバナス

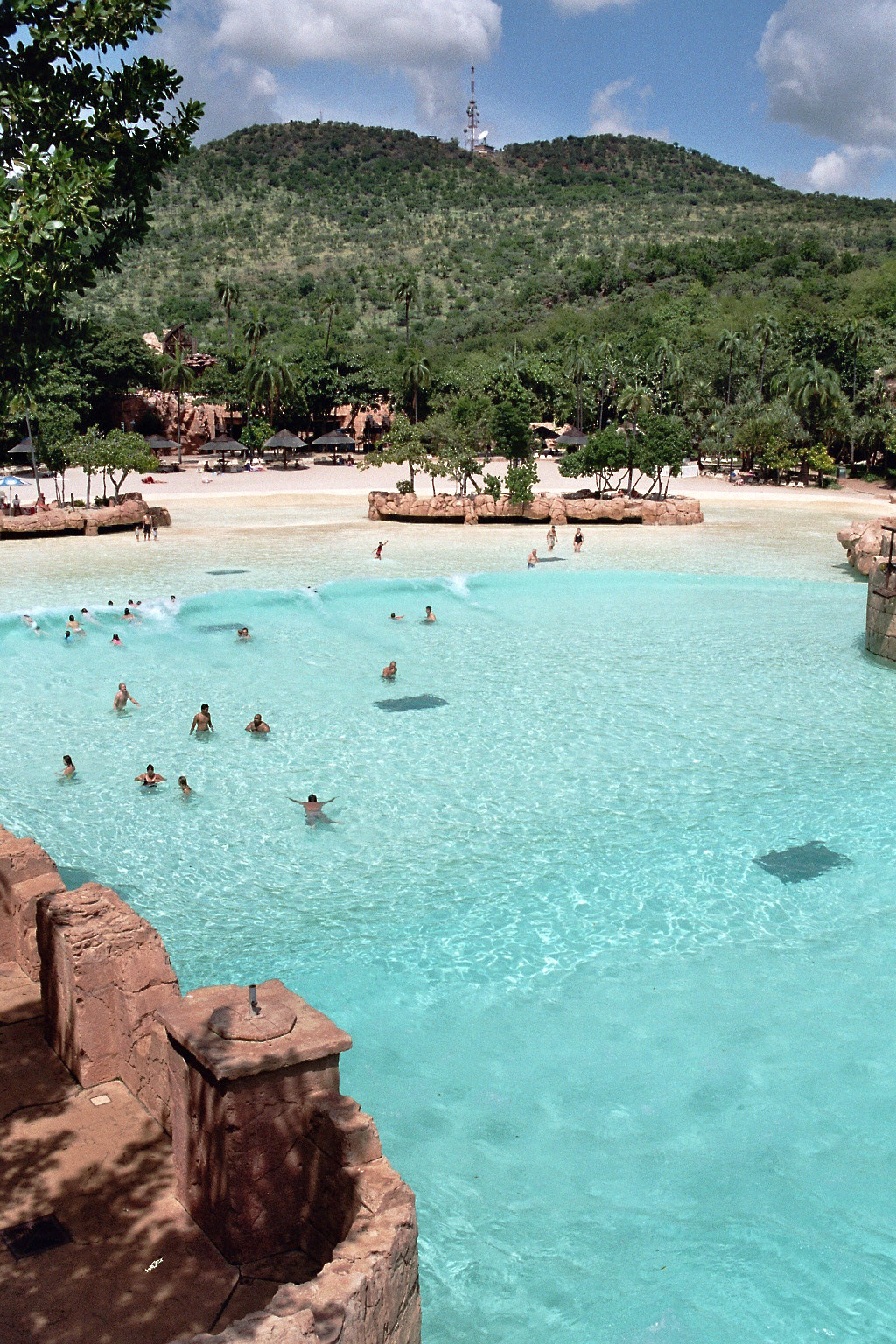
ビーチ（サンシティ・リゾート）

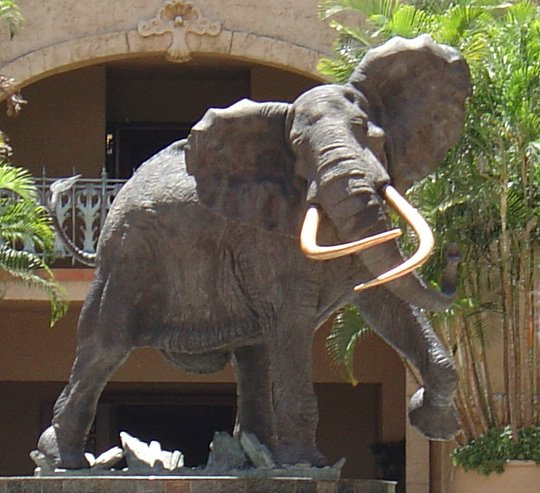
ロスト・シティ・パレス付近

  - メリーゴーラウンド・カジノ＆エンターテイメント・ワールド
  - モルラ・サン

- クワズール・ナタール州
  - シバヤ・カジノ＆エンターテインメント・キングダム
  - ワイルド・コースト・サン

- 北ケープ
  - ベニヅル・カジノ

- 西ケープ州
  - グランドウェスト・カジノ＆エンターテイメント・ワールド
  - テーブル・ベイ・ホテル

- 東ケープ州
  - フィッシュリバー・サン
  - ボードウォーク・カジノ＆エンターテイメント・ワールド

- ハウテン州
  - カーニバル・シティー・カジノ＆エンターテイメント・ワールド

- フリーステイト州
  - ナレディ・サン

- リンポポ州
  - メロパ・カジノ

- レソト
  - レソト・サン
  - マセル・サン

- ボツワナ
  - ガボローネ・サン

- ナミビア
  - カラハリ・リザーブ・ホテル＆カジノ

- スワジランド
  - ロイヤル・スワジ・スパ・ヴァリー
  - ロイヤル・スワジ・スパ
  - ズールウィニ・サン
  - ルゴゴ・サン

- ザンビア
  - ロイヤル・リヴィングストン・ホテル
  - サンベジ・サン

## 交通
プレトリアからナショナルロード・N4をボツワナ方面へ向かい、ルステンブルクからR565を北西部へ向かう。